# 3000 (số)
3000 (ba nghìn, hay ba ngàn) là một số tự nhiên ngay sau 2999 và ngay trước 3001.